# Andrzej Łobodziński
Andrzej Łobodziński (ur. 29 kwietnia 1931 w Łodzi, zm. 19 października 2023) – polski grafik, scenograf, malarz, projektant plakatów oraz okładek książek, a także nauczyciel akademicki.

## Życiorys
W 1955 ukończył studia na Państwowej Wyższej Szkole Sztuk Plastycznych w Łodzi na Wydziale Architektury Wnętrz. W drugiej połowie lat 50. zajmował się scenografią filmową, plakatem, grafiką książkową. W latach 1972–2001 prowadził Pracownię Podstaw Kompozycji w macierzystej uczelni.
Początkowo tworzył w popularnym wówczas (tj. latach 50.) wśród polskich awangardzistów nurcie taszyzmu. Związany był i wystawiał razem z artystami skupionymi w grupie „Piąte Koło”. Wraz z Ireneuszem Pierzgalskim i Krystynem Zielińskim w latach 60. i 70. zajmował się eksperymentalną twórczością łączącą dźwięk z obiektami przestrzennymi.
W 1993 decyzją Prezydenta Rzeczypospolitej Polskiej otrzymał tytuł profesora.